# Nakvașa, Brodî
Nakvașa (în ucraineană Накваша) este localitatea de reședință a comunei Nakvașa din raionul Brodî, regiunea Liov, Ucraina.

## Demografie
Componența lingvistică a localității Nakvașa
     Ucraineană (100%)
Conform recensământului din 2001, toată populația localității Nakvașa era vorbitoare de ucraineană (100%).